# اثنا عشري الأضلاع

ذو اثني عشر ضلعا منتظم

في الهندسة الرياضية، المضلع الاثْنَا عَشَرِيّ أو ذو الإثني عشر ضلعا أو الثِّنْعَشري الأضلاع (ج. ذوات الإثني عشر ضلعا، وباليونانية دُودِكَغُونُن δωδεκάγωνον) هو مضلع له اثنا عشر ضلعا واثنتا عشرة زاوية.

## ذو الإثني عشر ضلعا المنتظم
ذو الإثني عشر ضلعا المنتظم تكون جميع أضلاعه ذات طول متساو، وجميع زواياه ذات قياس يساوي 150°. تعطى مساحته بالعلاقة حيث a طول ضلعه: 
{\displaystyle A=3\cot \left({\frac {\pi }{12}}\right)a^{2}=3\left(2+{\sqrt {3}}\right)a^{2}\simeq 11.19615242a^{2}.}
أو بدلالة R نصف قطر الدائرة المحيطة به:
{\displaystyle A=6\sin \left({\frac {\pi }{6}}\right)R^{2}=3R^{2}.}
أو بدلالة r نصف قطر الدائرة المحاطة داخله:
{\displaystyle A=12\tan \left({\frac {\pi }{12}}\right)r^{2}=12\left(2-{\sqrt {3}}\right)r^{2}\simeq 3.2153903r^{2}.}